# Werelderfgoed in Tanzania
Tot het UNESCO werelderfgoed in Tanzania behoren zeven werelderfgoederen. Het eerste werd in 1979 ingeschreven.

## Werelderfgoederen

### Actuele Werelderfgoederen
Deze lijst toont de werelderfgoederen in Tanzania in chronologische volgorde (C – Cultuurerfgoed; N – Natuurerfgoed).
| Naam                                                | Jaar | Soort | Beschrijving         | Afbeelding |
| --------------------------------------------------- | ---- | ----- | -------------------- | ---------- |
| Beschermd gebied van Ngorongoro                     | 1979 | C/N   | (uitgebreid in 2010) |            |
| Ruïnes van Kilwa Kisiwani en ruïnes van Songo Mnara | 1981 | C     |                      |            |
| Nationaal park Serengeti                            | 1981 | N     |                      |            |
| Wildreservaat Selous                                | 1982 | N     |                      |            |
| Kilimanjaro Nationaal Park                          | 1987 | N     |                      |            |
| Stone Town van Zanzibar                             | 2000 | C     |                      |            |
| Rotsschilderingen van Kondoa                        | 2006 | C     |                      |            |

### Als Werelderfgoed genomineerde objecten
Op de voorlopige lijst van de UNESCO worden objecten ingeschreven die naar het inzicht van de betreffende regering potentieel voor de erkenning als werelderfgoed in aanmerking komen. Dit zegt niets over een eventuele daadwerkelijke succesvolle inschrijving op de lijst. Tegenwoordig (2022) zijn op de voorlopige lijst vijf objecten uit Tanzania ingeschreven.
| Naam                                                | Jaar | Soort | Beschrijving | Afbeelding |
| --------------------------------------------------- | ---- | ----- | ------------ | ---------- |
| Oldonyo Murwak                                      | 1997 | C     |              |            |
| Nationaal park Gombe Stream                         | 1997 | N     |              |            |
| Natuurreservaat Jozani-Chwaka Bay Conservation Area | 1997 | N     |              |            |
| Eastern Arc Mountains                               | 2006 | N     |              |            |
| Centrale slaven- en ivoorroute                      | 2006 | C     |              |            |

## Objecten voorheen op de Kandidatenlijst
Deze objecten werden van de voorlopige lijst verwijderd en door nieuwe vervangen.
| Naam                                     | Jaar        | Soort | Beschrijving | Afbeelding |
| ---------------------------------------- | ----------- | ----- | ------------ | ---------- |
| Paleontologische vindplaats Laetoli      | 1989 - 1996 | C     |              |            |
| Ruïnepark Engaruka                       | 1989 - 1996 | N     |              |            |
| Dinosauriërsvindplaats Tendaguru         | 1989 - 1996 | N     |              |            |
| Nationaal park Lake Manyara              | 1989 - 1996 | N     |              |            |
| Nationaal park Tarangire                 | 1989 - 1996 | N     |              |            |
| Nationaal park Mahale Mountains          | 1989 - 1996 | N     |              |            |
| Nationaal park Ruaha                     | 1989 - 1996 | N     |              |            |
| Stenen stad van Bagamoyo en Kaole-ruïnes | 1997 - 2003 | C     |              |            |